# Tischlein deck dich, Eselein streck dich, Knüppel aus dem Sack
Tischlein deck dich, Eselein streck dich, Knüppel aus dem Sack è un film del 1921, diretto da Wilhelm Prager, ispirato ad una fiaba dei fratelli Grimm nella versione di Ludwig Bechstein.

## Trama
I tre figli di un sarto, il Lungo, il Grasso e lo Sciocco, decidono di andare per il vasto mondo in cerca di fortuna.
Il Lungo inizialmente non trova impiego e patisce la fame; poi incontra in un bosco uno strano omino, che lo invita a casa sua, nel corso del tempo lo istruisce nella falegnameria, e dopo un anno – quando il Lungo riparte per casa – gli regala un tavolino portentoso: quando egli dice "Tavolino, apparecchiati!" compare magicamente ogni sorta di cibi e bevande su di esso. Il Lungo ha modo di sperimentare questa virtù del tavolino, prima di arrivare ad una locanda, dove l'albergatore, scoperto il trucco, nottetempo sostituisce il tavolino magico, del quale si appropria, con un altro uguale. Il Lungo torna a casa e racconta tutto ai famigliari: si istituisce una festa, ma nel corso di essa la magia non funziona, trattandosi di un tavolo comune.
Anche al Grasso le cose non vanno bene finché non incontra lo stesso omino della foresta, che lo trattiene a casa sua, ora trasformata in un mulino. Quando il Grasso deve tornare a casa, l'omino gli dona un asinello magico: quando egli dice "asinello, spingi!" dal di dietro dell'animale sgorgano monete d'oro in gran quantità. Anche il Grasso finisce nella stessa locanda dove aveva alloggiato il fratello, e anche in questo caso il disonesto albergatore gli sottrae l'asino magico sostituendolo con un altro. Inutile dire, che, quando il Grasso torna a casa, tutti sono delusi dal fatto che la magia non funzioni.
Più avanti lo Sciocco, a sua volta, risiede dall'omino della foresta, la cui abitazione è ora un laboratorio di scultura in legno. L'omino gli regala un sacco contenente un randello: lo Sciocco ne scopre l'utilità quando, assalito dai briganti sulla via di casa, dice "randello, fuori dal sacco!", e il randello inizia a colpire i malviventi e li mette in fuga. Lo Sciocco aveva ricevuto una lettera da casa in cui i famigliari gli spiegavano le disavventure dei fratelli; quindi si dirige dallo stesso albergatore, e quando quest'ultimo tenta di rubargli il sacco, lo Sciocco fa uscire il randello, che inizia a picchiare l'oste di santa ragione, fino a che quest'ultimo non acconsente a restituire ciò che aveva rubato ai fratelli.
Quando lo Sciocco – non tanto sciocco, quindi – torna a casa, la festa è grande: il tavolino e l'asinello, quelli veri, ora compiono perfettamente i loro incantesimi, e la famiglia del sarto vive ancora oggi felice e contenta.